# Памятная медаль «За заслуги перед городом» (Днепр)
Медаль «За заслуги перед городом Днепр» (до 2016 года «За заслуги перед городом Днепропетровск») — одна из высших наград города Днепра, присваиваемая гражданам Украины и иностранным гражданам в знак признания их выдающихся заслуг перед городом Днепром и поощрения их деятельности. Присваивается по распоряжению Днепровского городского головы.

## Статус
Медалью «За заслуги перед городом Днепропетровск» награждаются граждане, которые достигли выдающихся результатов в промышленности, сельском хозяйстве, строительстве, транспорте, административной сфере, науке, образовании, культуре и искусстве, физической культуре и спорте, государственной службе и общественной деятельности. Медаль учреждена решением днепропетровского городского совета от 03.09.2001 № 2046 «Об учреждении памятной медали „За заслуги перед городом“».

## Порядок представления
По распоряжению Днепровского городского головы принимается решение о представлении к награде в ходе заседания очередной сессии Днепровского городского совета.

## Список награждённых (медаль «За заслуги перед городом Днепропетровск»)
| Номер | Ф. И. О.                                           | Год награждения | Достижения и заслуги                                                                      |
| ----- | -------------------------------------------------- | --------------- | ----------------------------------------------------------------------------------------- |
| 1     | Шанина, Евгения Григорьевна                        | 2002            | Заслуженный юрист Украины                                                                 |
| 2     | Мунтян, Сергей Алексеевич                          | 2002            | Хирург, академик Академии экономических наук Украины                                      |
| 3     | Ткаченко, Владимир Андреевич                       | 2003            | Заслуженный работник промышленности Украины, академик Академии экономических наук Украины |
| 4     | Митрополит Днепропетровский и Павлоградский Ириней | 2003            | Управляющий Днепропетровской епархией                                                     |
| 5     | Костюченко, Леонид Михайлович                      | 2005            | Политик и общественный деятель, Заслуженный работник транспорта Украины                   |
| 6     | Турчин, Леонид Аркадиевич                          | 2007            | Заслуженный строитель Украины                                                             |
| 7     | Царенко, Николай Григорьевич                       | 2007            | Инженер-строитель, депутат Днепропетровского городского совета                            |
| 8     | Герливанова, Ирина Анатольевна                     | 2007            | Депутат Днепропетровского городского совета                                               |
| 9     | Мельник, Михаил Васильевич                         | 2007            | Актёр, Народный артист Украины                                                            |
| 10    | Юрий Полисский                                     | 2009            | Писатель                                                                                  |
| 11    | Андрей Говоров                                     | 2010            | Чемпион Юношеских Олимпийских игр                                                         |
| 12    | Кушниров, Денис Вячеславович                       | 2010            | Чемпион Юношеских Олимпийских игр                                                         |
| 13    | Каминецкий, Шмуэль                                 | 2010            | Главный раввин Днепропетровска                                                            |
| 14    | Мирошниченко, Роман Максимович                     | 2013            | Гитарист. Лауреат премии 9th Annual The Independent Music Awards                          |
| 15    | Менькив, Анатолий Михайлович                       | 2014            | Дизайнер, художник, председатель Днепропетровского отделения Союза дизайнеров Украины     |